# SN 2001jx
SN 2001jx – supernowa odkryta 25 maja 2001 roku w galaktyce NGC 4622. W momencie odkrycia miała maksymalną jasność 17,50m.